# シャップランド・カリュー
シャップランド・カリュー（英語: Shapland Carew、1716年 – 1780年10月）は、アイルランド王国の政治家。1748年から1768年まで、1769年から1776年までアイルランド庶民院議員を務めた。

## 略歴
ロバート・カリュー（1681年 – 1721年9月、ロバート・カリューの息子）と妻エリザベス（Elizabeth、旧姓シャップランド（Shapland）、1765年ごろ没、ジョン・シャップランドの娘）の次男として、1716年にウェックスフォードで生まれた。1732年3月7日、ダブリン大学トリニティ・カレッジに入学、のち法廷弁護士になった。
1748年から1768年まで、1769年から1776年までウォーターフォード・シティ選挙区の代表としてアイルランド庶民院議員を務めた。
孫の初代カリュー男爵ロバート・シャップランド・カリューによれば、1772年にノース内閣から叙爵を打診されたが、トーリー党政権からの褒賞だとして拒否したという。
1780年10月に死去、息子ロバート・シャップランドが遺産を継承した。

## 家族
1744年2月18日、ドロシー・ドブソン（Dorothy Dobson、1784年ごろ没、アイザック・ドブソンの娘）と結婚、1男5女をもうけた。
- ロバート・シャップランド（1752年6月20日 – 1829年3月29日） - 庶民院議員。1783年5月、アン・ピゴット（Anne Pigott、リチャード・ピゴットの娘）と結婚、子供あり[1][2]
- エリザベス - 1767年、庶民院議員リチャード・パワー（1747年ごろ – 1814年3月）と結婚、子供あり[6]
- イリナ - 1784年10月1日、初代準男爵サー・ジョン・ニューポート（英語版）（1756年10月24日 – 1843年2月9日）と結婚、子供なし[7]
- ドロシア - サミュエル・ボイス（Samuel Boyse）と結婚[2]
- メアリー - ウィリアム・モリス（William Morris）と結婚[2]
- ドブソン - マイケル・クリー（Michael Creagh）と結婚[2]